# Mieczysław Bero
Mieczysław Bero (ur. 7 lipca 1892 w Skórkowicach, zm. 13 kwietnia 1945 w Gardelegen) – major piechoty Wojska Polskiego.

## Życiorys
Urodził się w Skórkowicach, w powiecie opoczyńskim, w rodzinie Józefa i Antoniny Gołębiowskiej.
Do Wojska Polskiego został przyjęty z byłych Korpusów Wschodnich i byłej armii rosyjskiej. Służył w 22 Pułku Piechoty. 3 maja 1922 został zweryfikowany w stopniu kapitana ze starszeństwem z 1 czerwca 1919 i 1860. lokatą w korpusie oficerów piechoty. Z dniem 26 lutego 1925 został przeniesiony do Korpusu Ochrony Pogranicza i przydzielony do 16 Baonu Granicznego na stanowisko dowódcy kompanii granicznej KOP „Lenin”. W 1929 został przydzielony do Batalionu Szkolnego KOP w Osowcu na stanowisko dowódcy 1. doskonalenia podoficerów zawodowych.
27 stycznia 1930 został mianowany majorem ze starszeństwem z 1 stycznia 1930 i 95. lokatą w korpusie oficerów piechoty. W marcu tego roku został przeniesiony z KOP do Baonu Podchorążych Rezerwy Piechoty Nr 10 w Gródku Jagiellońskim na stanowisko zastępcy dowódcy batalionu. W marcu 1931 został przeniesiony do 26 Pułku Piechoty we Lwowie (od 1934 w Gródku Jagiellońskim) na stanowisko dowódcy batalionu. W kwietniu 1934 został przesunięty na stanowisko kwatermistrza. W 1938 wrócił do 22 pp w Siedlcach na stanowisko II zastępcy dowódcy pułku (kwatermistrza).
W czasie okupacji niemieckiej ukrywał się w Warszawie. Był członkiem Związku Walki Zbrojnej, a następnie Armii Krajowej.
13 maja 1943 został osadzony w obozie koncentracyjnym Auschwitz, 9 września 1944 przeniesiony do Buchenwaldu, a później do Mittelbau-Dora. 13 kwietnia 1945 został ewakuowany do Gardelegen i tam zamordowany.
Mieczysław Bero w październiku 1925 zawarł związek małżeński z Zofią Pszczółkowską (1900–1986), z którą miał dwóch synów: Macieja (1927–2009) i Krzysztofa (ur. 1933).

## Ordery i odznaczenia
- Krzyż Walecznych (czterokrotnie)[22][2]
- Medal Niepodległości (3 czerwca 1933)[23]
- Srebrny Krzyż Zasługi (29 października 1926)[24][25]